# غارسيا إنيغيز ملك نافارا
غارسيا إنيغيز المعروف في المصادر العربية باسم غرسية بن ونّقة البشكنشي, هو ملك نافارا منذ عام 851م أو 852م حتى وفاته.
تعلم غارسيا في قرطبة, كضيف على البلاط الأموي، وهو ابن إنيغو أريستا أول ملوك البشكنس. وعندما أصيب والده بالشلل عام 842، أصبح وصيًا على العرش (أو ربما حكم بالمشاركة مع عمه فرتون إنيغيز). تحالف غارسيا مع قريبه موسى بن موسى القسوي في تمرده على قرطبة عام 843، إلا أن الأمير عبد الرحمن الأوسط أنهى هذا التمرد، الذي هاجم بنبلونة، وسحق جيش غارسيا وقتل فرتون. وبعد وفاة والده عام 237 هـ، خلفه على العرش.
بعد وفاة إنيغو أريستا، انتهج موسى بن موسى سياسة الموالاة مع الأمير محمد بن عبد الرحمن، مما دعى غارسيا للإتجاه للتحالف مع مملكة أستورياس المسيحية. وفي عام 859م، سمح موسى بن موسى لوحدات من الفايكنج بالمرور عبر أراضيه، لمهاجمة نافارا، مما أدى إلى أسر غارسيا، الذي أجبر على أن يفتدي نفسه بما لا يقل عن 70,000 دينار ذهبي. في وقت لاحق من العام نفسه، هاجم موسى بن موسى مدينة البيضاء. ونجح غارسيا وحليفه الجديد أردونيو الأول ملك أستورياس في التعامل مع هجوم موسى، وسحقوا جيشه في معركة مونت لاتورثي.
وفي العام التالي، هاجم المسلمون بنبلونة، وأسروا ابن غارسيا وولي عهده فرتون، الذي ظل أسير قرطبة لعشرين عامًا. وفي عام 870م، تحالف غارسيا مع عمروس بن عمر بن عمروس أحد الثائرين على قرطبة، ثم تحالف في العام التالي مع أبناء موسى بن موسى، الذين تمردوا أيضًا على قرطبة.
كانت وفاته مثار جدل تاريخي، لندرة المصادر عن سنوات عهده الأخيرة. إلا أنه لا يرد ذكره في المصادر بعد عام 870م، مما جعل بعض المؤرخين يقترحون وفاته في تلك السنة.